# Hệ thống nhiệt động
Một hệ thống nhiệt động là một nhóm các vật liệu và/hoặc nội dung phóng xạ.  Tính chất của nó có thể được mô tả bởi các biến trạng thái nhiệt động như nhiệt độ, entropy, năng lượng bên trong và áp suất.
Trạng thái đơn giản nhất của hệ nhiệt động là trạng thái cân bằng nhiệt động, trái ngược với trạng thái không cân bằng.  Một hệ thống được định nghĩa là số lượng vật chất hoặc một vùng trong không gian được chọn để nghiên cứu.  Tất cả mọi thứ bên ngoài hệ thống được bao quanh.  Hệ thống nhiệt động và xung quanh luôn được ngăn cách bởi ranh giới.
Hệ thống có thể được tách ra khỏi xung quanh bởi một bức tường hoặc không có bức tường.
Khi trạng thái nội dung của nó thay đổi trong không gian, hệ thống có thể được coi là nhiều hệ thống nằm cạnh nhau, mỗi hệ thống là một hệ thống nhiệt động khác nhau.
Một hệ thống nhiệt động phải chịu các can thiệp bên ngoài gọi là các hoạt động nhiệt động; những thứ này làm thay đổi các bức tường của hệ thống hoặc môi trường xung quanh; kết quả là hệ thống trải qua các quá trình nhiệt động lực học theo các nguyên tắc nhiệt động lực học.  (Tài khoản này chủ yếu đề cập đến loại hệ thống nhiệt động đơn giản nhất; thành phần của các hệ thống đơn giản cũng có thể được xem xét.)
Trạng thái nhiệt động của một hệ nhiệt động là trạng thái bên trong của nó như được chỉ định bởi các biến trạng thái của nó.  Ngoài các biến trạng thái, tài khoản nhiệt động lực học cũng yêu cầu một loại đại lượng đặc biệt gọi là hàm trạng thái, là hàm của các biến trạng thái xác định.  Ví dụ, nếu các biến trạng thái là năng lượng bên trong, khối lượng và số mol, thì hàm đặc biệt đó là entropy.  Các đại lượng này liên quan đến nhau bởi một hoặc nhiều mối quan hệ chức năng được gọi là phương trình trạng thái và phương trình đặc trưng của hệ thống.  Nhiệt động lực học áp đặt các hạn chế đối với các phương trình có thể có của trạng thái và phương trình đặc trưng.  Các hạn chế được áp đặt bởi các quy luật nhiệt động lực học.